# Орская хроника (газета)
«Орская хроника» — городская ежедневная газета на русском языке, издающаяся в Орске (Российская Федерация) . В газете освещаются события, происходящие в городе, области и за их пределами.

## История
Выпускается с 1918 года, за это время сменила несколько названий. Первоначально издавалась под названием «Известия Орского Совета рабочих, крестьянских и казачьих депутатов».
В дальнейшем получила название — «Орский рабочий». Редакция располагалась в бывшем купеческом доме по адресу: г. Орск, ул. Советская, 84.
В 1980-е годы «Орский рабочий» был единственной городской газетой, издавался в формате А3, выходил 5 раз в неделю тиражом от 43 тысяч экземпляров до 60 тысяч.
С 1990 года газета стала выходить под наименованием «Орская хроника». В начале 1990-х годов тираж превышал 64 тысячи экземпляров.
В 2019 г. газета «Орская хроника» издавалась 4 раза в неделю (вторник, среда, четверг, суббота), тираж 15250 экз. (среда — 21280 экз).

## Персоналии
В газете в свои ранние годы творчества печатался писатель и сценарист Анатолий Тоболяк.
В конце 1950-х в газете работал корреспондентом литературовед Леонид Большаков.

### Редакторы
- Виктор Веприцкий, редактор «Орского рабочего» с 1979-го по 1986 г.
- Галина Масленникова, редактор «Орского рабочего» в 1986—1991 гг.
- Леонид Захаров, редактор «Орской хроники» с 1991 г.